# Tony Kaye (Musiker)
Anthony John „Tony“ Kaye (* 11. Januar 1946 in Leicester) ist ein britischer Rockmusiker. Er ist Pianist und Keyboarder. Neben anderen Tasteninstrumenten spielt er vor allem Klavier und Hammond-Orgel.

## Frühe Jahre
Kaye hat im Alter von nur vier Jahren begonnen, Klavierstunden zu nehmen. Mit zwölf spielte er bereits Konzerte und ging zur London School of Music, um Konzertpianist zu werden. Mit 15 begann er sich für Jazz und für die junge Popmusik zu interessieren und schloss sich dem Danny Rogers Orchestra an. Drei Jahre später beendete er seine Karriere als Konzertpianist.

## Yes
In den 1960ern spielte er mit der Johnny Taylor's Star Combo und später nahm er mit mindestens drei verschiedenen Gruppen einige Singles auf, bevor er 1968 von Chris Squire eingeladen wurde, bei seiner neuen Band Yes mitzumachen. Die fünf Musiker der Yes-Original-Besetzung (Tony Kaye, Gitarrist Peter Banks, Bassist Chris Squire, Sänger Jon Anderson und Schlagzeuger Bill Bruford) brachten zunächst zwei Alben heraus (Yes und Time and a Word), sowie einige Singles. Für das zweite Album wurden klassische Musiker engagiert, junge Studenten eines nahegelegenen Konservatoriums, die vor allem die Gitarrenparts größtenteils ersetzten bzw. Note für Note überlagerten, was dazu führte, dass Gitarrist Banks aus der Band ausstieg. 1971 veröffentlichte Yes das dritte Album The Yes Album mit dem neuen Gitarristen Steve Howe. Das erste Stück, Yours Is No Disgrace, war das erste Stück, das Kaye mitkomponierte. Aber nach dem letzten Konzert des Jahres im Crystal Palace wurde Kaye gebeten, die Gruppe zu verlassen. Persönliche und musikalische Probleme mit Steve Howe sowie seine Abneigung dem neuen, angesagten Instrument Synthesizer und dem Mellotron gegenüber gaben dazu den Ausschlag. Einige der Songs des nächsten Albums Fragile hat Kaye noch miteinstudiert, etwa das epische Stück Heart of the Sunrise, die Keyboardparts wurden jedoch von Kayes Nachfolger Rick Wakeman neu aufgenommen.

## Andere Bands
Zuerst spielte er als Gastmusiker auf dem ersten Album von Flash, der Band von Peter Banks. Dann stellte er seine eigene Band Badger zusammen, mit der er zuerst ein Live-Album namens One Live Badger (1973), welches Jon Anderson co-produzierte, und dann das Studioalbum White Lady (1974) gemeinsam mit Jackie Lomax veröffentlichte.
Nach einer kurzen Tourzeit mit David Bowie 1975–1976 gründete Kaye Detective, eine Band mit leicht funkigen Arrangements, die drei Alben herausbrachte: Detective (1977), It Takes One To Know One (1978) und Live (1979). In Los Angeles lebend, schloss er sich 1981 der Band Badfinger an. Gerade als er daranging, ein Soloalbum aufzunehmen, traf er Chris Squire zufällig auf einer Party und wurde von diesem eingeladen, zu einer unverbindlichen Studio-Session zu kommen. Diese führte dazu, dass sich Kaye der von Squire, Alan White und dem südafrikanischen Gitarristen, Keyboarder und Sänger Trevor Rabin neu gegründeten Band Cinema anschloss.

## Unbeabsichtigte Reunion
Einige Sessions wurden von Trevor Horn produziert und ein Album wurde vorbereitet, als Chris Squire Jon Anderson eingeladen hatte, sich die Stücke anzuhören. Anderson war von dem Material so angetan, dass er als Lead-Sänger zurückkehrte und Yes dadurch wiedergeboren wurde.

## 90125, Big Generator
Kaye war bei den letzten Aufnahmen sowie beim Video Owner of a Lonely Heart abwesend (er wurde kurzzeitig durch Eddie Jobson ersetzt, der auch im Video zu sehen ist), war aber kurz vor der Veröffentlichung des Albums wieder dabei. Das Album 90125 war das bestverkaufte der Band (es beinhaltet ihre einzige Nummer-Eins-Single in Amerika, Owner of a Lonely Heart, sowie den Track Cinema, der einen Grammy für das beste Rock-Instrumentalstück des Jahres bekam.) Die anschließende Welttour dauerte bis Januar 1985. Von dieser erfolgreichen Tour wurde anschließend die Mini-LP 9012Live: The Solos und ein Video veröffentlicht, das ebenfalls für einen Grammy nominiert wurde.
Das nächste Album wurde 1987 unter dem Titel Big Generator herausgebracht. Auf diesem Album hatte Kaye einige Co-Composer credits, er arbeitete eng mit Rabin zusammen, während Jon Anderson vor vollendete Tatsachen gestellt wurde, als er die Stimme aufnahm. Unzufrieden mit dieser Situation, verließ Anderson nach dem Ende der anschließenden Tour die Band, um mit dem klassischen Yes-Line-Up Bill Bruford, Steve Howe und Rick Wakeman ein Album aufzunehmen.
Squire, White, Rabin und Kaye erarbeiteten währenddessen neue Songs und 1991 vereinigten sich die beiden Bands zu einer 8-köpfigen Besetzung. Es wurde ein Album namens Union auf den Markt gebracht, auf dem Lieder von beiden Bands zusammengewürfelt wurden, Anderson brachte bei allen Liedern noch seine unverkennbare Stimme ein, während Squire auf einem Stück des klassischen Line-Ups Bass spielte. Mit dem Album im Gepäck tourten sie 1991 und 1992 „Around the World in 80 Dates“.
1994, veröffentlichte die 90125-Besetzung das letzte Album Talk, auf dem Kaye spielte. Obwohl er auf dem Album selbst nur Hammond-Orgel spielte, verwendete er bei der anschließenden Tour wieder ein großes Spektrum an verschiedensten Keyboards.

## Aktuelles
Nachdem er sich vor einigen Jahren aus dem Musikgeschäft zurückgezogen hatte, ist er seit ein paar Jahren wieder aktiver. Er trägt gelegentlich zu den Projekten anderer Musiker bei, wie etwa bei der Neil-Young-Tribute-Band namens The Neil Deal, bei einigen Studioaufnahmen mit Billy Sherwood, der Trevor Rabin bei Yes beerbte, sowie bei Pink-Floyd-Tribute-Alben.
Mehrere (ehemalige) Yes-Musiker haben sich 2006 unter dem Namen Circa: zu einer neuen Band zusammengefunden: Billy Sherwood (Bass, Gesang), Alan White, Tony Kaye (Hammond, Keyboards) und Jimmy Haun (Gitarre, Gesang), vorher bereits auf Union und beim Chris Squire Experiment zu hören. Während sich das Lineup geändert hat, ist Tony weiterhin fester Bestandteil der Band.
Kaye hat gemeinsam mit Billy Sherwood und Bobby Kimball (ex Toto) die Band Yoso gegründet. Das aktuelle Album der Band heißt „Elements“ (2010). Eine Promotion-Tour führte die Band im September/Oktober auch durch Europa. Neben den Songs von „Elements“ wurden auch Titel von Yes und Toto gespielt.
Während der Tour mit Yoso gab Kaye bekannt, dass er in nächster Zeit das Solo-Album „9/11“ veröffentlichen wolle. Es soll als kostenloser Download im Internet verfügbar sein. Für 2011 ist ein weiteres Circa:-Album angekündigt.

## Diskografie
Mit Yes
- siehe Yes

Mit Badger
- One Live Badger, 1973
- White Lady, 1974
- Various artists: Affirmative: The Yes Solo Family Album, 1993

Mit Detective
- Detective, 1977
- It Takes One To Know One
- Live

Mit Badfinger
- Badfinger: Airwaves, 1979
- Various artists: Hits Reunion
- Various artists: The Legendary Sixties
- Badfinger: Say No More, 1981

Mit Circa:
- CIRCA: 2007 (CD)
- CIRCA: LIVE 2008 (DVD)
- CIRCA: HQ 2009 (CD)
- CIRCA: Overflow 2009 (iTunes Download Audio)

Mit YOSO
- YOSO: Elements 2010 (CD)

Guest appearances / other
- Flash: Flash, 1972
- The Bonzo Dog Doo-Dah Band: Let’s Make Up and be Friendly
- Eddie Harris: E.H. in the U.K., 1974
- Various artists: Pigs & Pyramids—An All Star Lineup Performing the Songs of Pink Floyd, 2002
- Various artists: Return to the Dark Side of the Moon, 2006

Kompilationen
- Eddie Harris: In the U.K./Is It In, 1999
- Various artists: Nuggets II, 2001
- The Bonzo Dog Doo Dah Band: New Tricks, 2001?
- Produced by Trevor Horn, 2004
- Badfinger: No Dice/Say No More, 2004
- Various artists: Back Against the Wall, 2005

Promos und Raritäten
- Small Beginnings: Flashback: Small Beginnings: Flashback, 2002